# ジャクン族

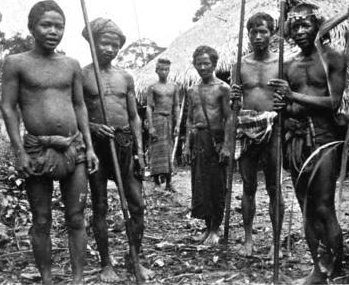
ジャクン族の狩猟集団（1906年）

ジャクン族（Jakun）は、マレー半島南部に居住する先住民族。マレーシアの原住民局（オラン・アスリ）による保護の対象となっている。

## 名称について
ジャクン族とはプロト・マレー系民族を同地域に居住するネグリト系民族やモン・クメール語族と区別するために便宜的に用いられた他称であり、約2万人が該当する。特定の部族を指す名称ではないため、自称ではオラン・フル族やオラン・ダラット族、オラン・ダラム族など様々な民族が内包される。

## 社会
基本的に核家族集団による集落を形成し、ジャングル奥地にて高床家屋を設け、焼畑農業と採取による生活を営む。言語は古マレー語を基礎とした独自言語を解する。エンダウ川流域に居住するオラン・フル族の例では、米、キャッサバ、トウモロコシ、アワ、サツマイモ、バナナ、ドリアンなどを栽培する。採取ではイノシシ、シカ、カメ、川魚などを取得する。これらの収穫物は自己消費する他、外部市場などへ持って行き、必要物資（日用雑貨、食料品等）との交換材料として活用がなされている。
集落の統率者はパティンと呼ばれ、紛争の決裁、農耕従事者の決定、外部社会との交渉などを担当する。また、ボモーあるいはパワンと呼ばれる呪術師が存在し、自然崇拝に基づく吉兆を占う。